# Love Monkey
Love Monkey est une série télévisée américaine en huit épisodes de 42 minutes, créée par 	Michael Rauch dont les trois premiers épisodes ont été diffusés entre le 17 janvier et le 7 février 2006 sur le réseau CBS et la série a été rediffusée incluant les épisodes inédits entre le 18 avril et le 16 mai 2006 sur VH1.
En France, le premier épisode a été diffusé le 16 décembre 2006 sur Série Club dans les Screenings 2006.

## Synopsis
Après avoir perdu son emploi dans une maison de disques de New York et été quitté par sa petite amie, Tom Farrell se met à la recherche de nouveaux talents à produire et d'une nouvelle conquête...

## Distribution
- Thomas Cavanagh : Tom Farrell
- Judy Greer : Brandy « Bran » Lowenstein
- Jason Priestley : Mike Freed
- Katherine La Nasa : Karen Freed
- Christopher Wiehl : Jake Dunne
- Larenz Tate : Shooter Cooper
- Ivana Milicevic : Julia

## Épisodes
1. Titre français inconnu (Pilot)
2. Titre français inconnu (Nice Package)
3. Titre français inconnu (Confidence)
4. Titre français inconnu (The One Who Got Away)
5. Titre français inconnu (Opportunity Knocks)
6. Titre français inconnu (Mything Persons)
7. Titre français inconnu (The Window)
8. Titre français inconnu (Coming Out)